# By Right of Possession
By Right of Possession er en amerikansk stumfilm fra 1917 af William Wolbert.

## Medvirkende
- Mary Anderson som Kate Saxon.
- Antonio Moreno som Tom Baxter.
- Otto Lederer som Bells.
- Leon De La Mothe som Trimble.